# 日本郵政

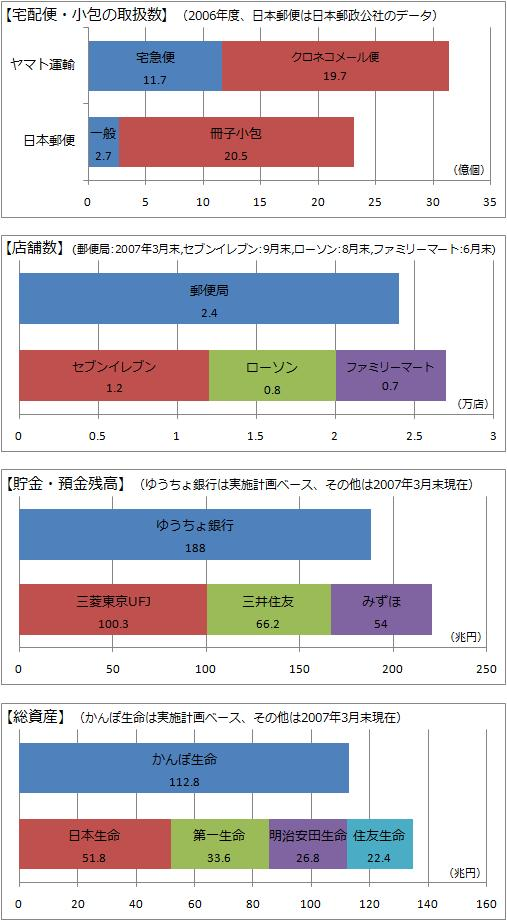
日本郵政集團各分公司和競爭對手的比較

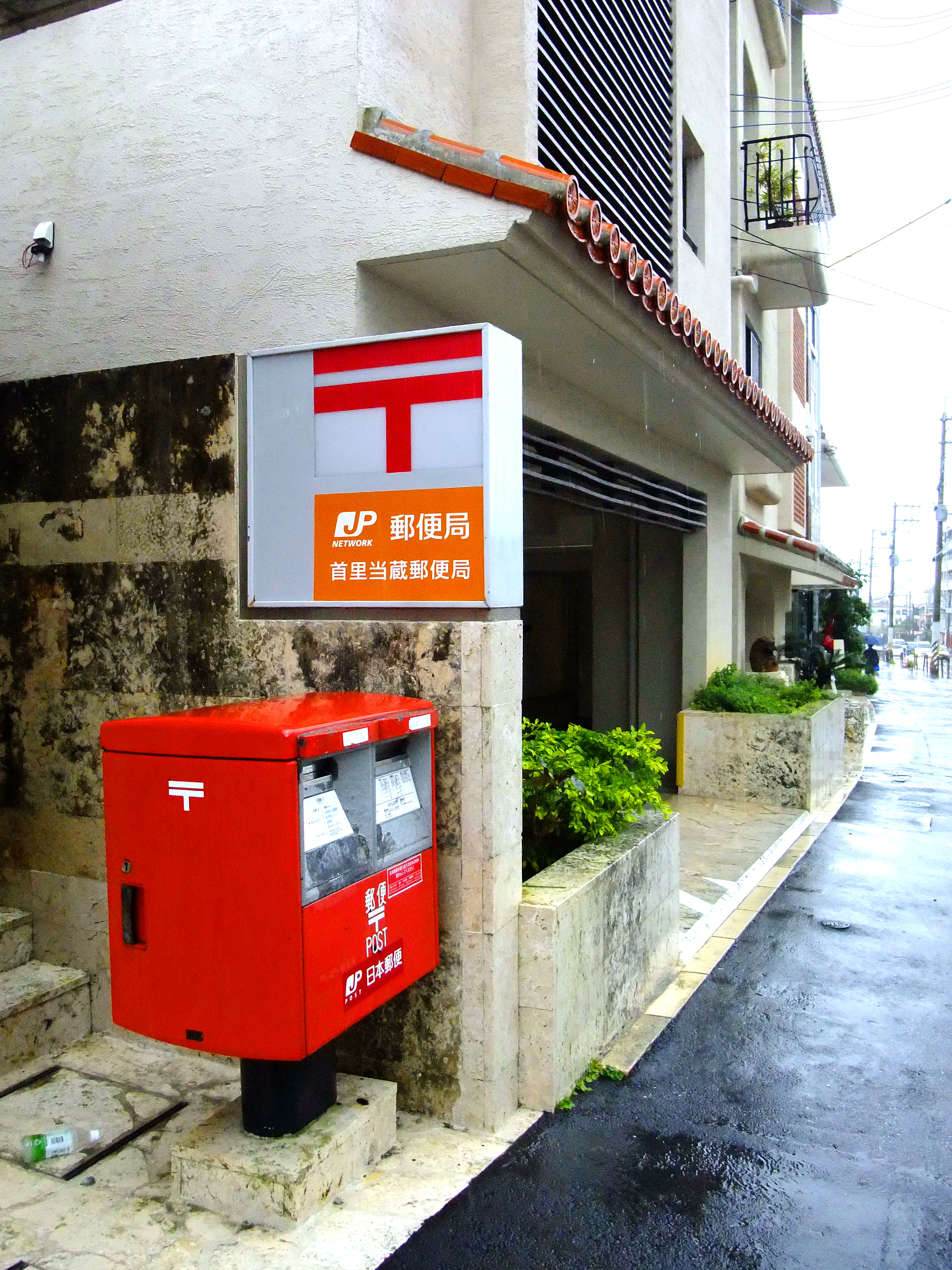
一個在沖繩縣首里的日本郵政郵筒

日本郵政株式會社（日语：／ Nippon yūsei Kabushiki kaisha */?）是日本郵政事業的控股公司，總部位於東京大手町。多簡稱為日本郵政或（英文為）。日本的各家郵政事業機構，以其為中心組成「日本郵政集團」（日本郵政グループ；）。

## 历史
2005年10月14日，日本國會通過郵政民營化法案。2006年1月23日，日本郵政株式會社成立，開始準備日本郵政公社的民營化。2006年9月1日，由日本郵政全額出資的郵政儲金事業民營化籌備機構「株式會社郵貯」（株式会社ゆうちょ）、以及郵政保險事業民營化籌備機構「株式會社簡保」（株式会社かんぽ）分別成立。
2007年9月10日，日本內閣核定郵政民營化的施行計畫。
2007年10月1日，日本政府正式實施郵政民營化，將日本郵政公社旗下的郵遞、郵政儲金、簡易人壽保險等3大郵政事業分拆為郵便局（負責綜合窗口服務）、郵便事業（負責郵遞）、郵貯銀行（負責郵政儲金）、簡保生命保險（負責簡易人壽保險）4家公司，並另外成立日本郵政作為全資持有這4家公司股權的控股公司。之後為了業務整合，「郵便事業」在2012年10月1日併入「郵便局」並更名為日本郵便，將前台的窗口服務與後勤的郵遞服務整合為一家公司營運，仍由日本郵政全資持股。「郵便事業株式會社」與「郵便局株式會社」成立。株式會社郵貯更名為「株式會社郵貯銀行」、株式會社簡保則更名為「株式會社簡保生命保險」。日本郵政公社的業務全面由上列4家郵政事業公司接收，日本郵政則從民營化的企劃準備機構轉變為4家郵政事業公司的控股公司，開始集團化的經營模式。日本郵政的總部從東京都港區虎之門（虎之門三丁目大樓）遷移至東京都千代田區霞關的原日本郵政公社本社（今 日本郵政大樓）。
日本郵政是依照郵政民營化6法中的《日本郵政株式會社法》而設置的特殊會社，主要作為綜合窗口服務與郵遞公司的控股以及業務支援之用。而郵貯銀行與簡保生命保險，規劃將在民營化實施後的十年內出售持股，達成完全民營化的目標。這是為了解決各界對郵政事業「與民爭利」的指摘，而將郵政儲金與簡易人壽保險轉變為與民間企業同等競爭地位的措施。
2009年10月20日：鳩山由紀夫內閣決議檢討郵政民營化。作為郵政民營化重要人物的日本郵政首任社長西川善文宣布辭職。
日本郵政在2013年的富比世全球500大排名第13名，在日本企業中僅次於第8名的豐田汽車。
2011年3月11日：東日本大震災發生，日本郵政集團在東北地方等地共有59名員工死亡或失蹤。
2012年10月1日：郵便局株式會社將郵便事業株式會社吸收合併，並更名為「日本郵便株式會社」。兩家公司原有的營業據點改為統一使用「郵便局」名稱。
2015年11月4日，日本政府釋出持有的日本郵政11%股權，同時日本郵政也釋出其持有的郵貯銀行、簡保生命保險各11%的股權。釋股同日，日本郵政、郵貯銀行、簡保生命保險亦同時在東京證券交易所掛牌上市。
由於舊有位於霞關的總部大樓面積狹小，導致公司部分單位必須分散辦公，日本郵政在2018年將總部遷移至大手町二丁目、原址為東京國際郵便局舊局舍與遞信大樓（遞信綜合博物館、NTT舊總部大樓）的雙棟都市更新建築——大手町PLACE（西塔地上35層地下3層、東塔地上32層地下3層）；屆時日本郵政會將霞關總部大樓的土地交付國有（財務省），同時與財務省換取未來總部所在的大手町二丁目大樓地權。
2019年12月，简保生命保险公司員工因業績壓力，有欺騙保戶等不正當銷售保單行為，經清查達1.2萬餘件問題保單。為此简保生命保险、日本郵便以及母公司日本郵政三家公司的社長（總經理）一同請辭負責。金融廳也於同月27日做出行政處分，下令简保生命保险及日本郵便從2020年1月1日至3月31日停止銷售新保單三個月。

## 组织机构

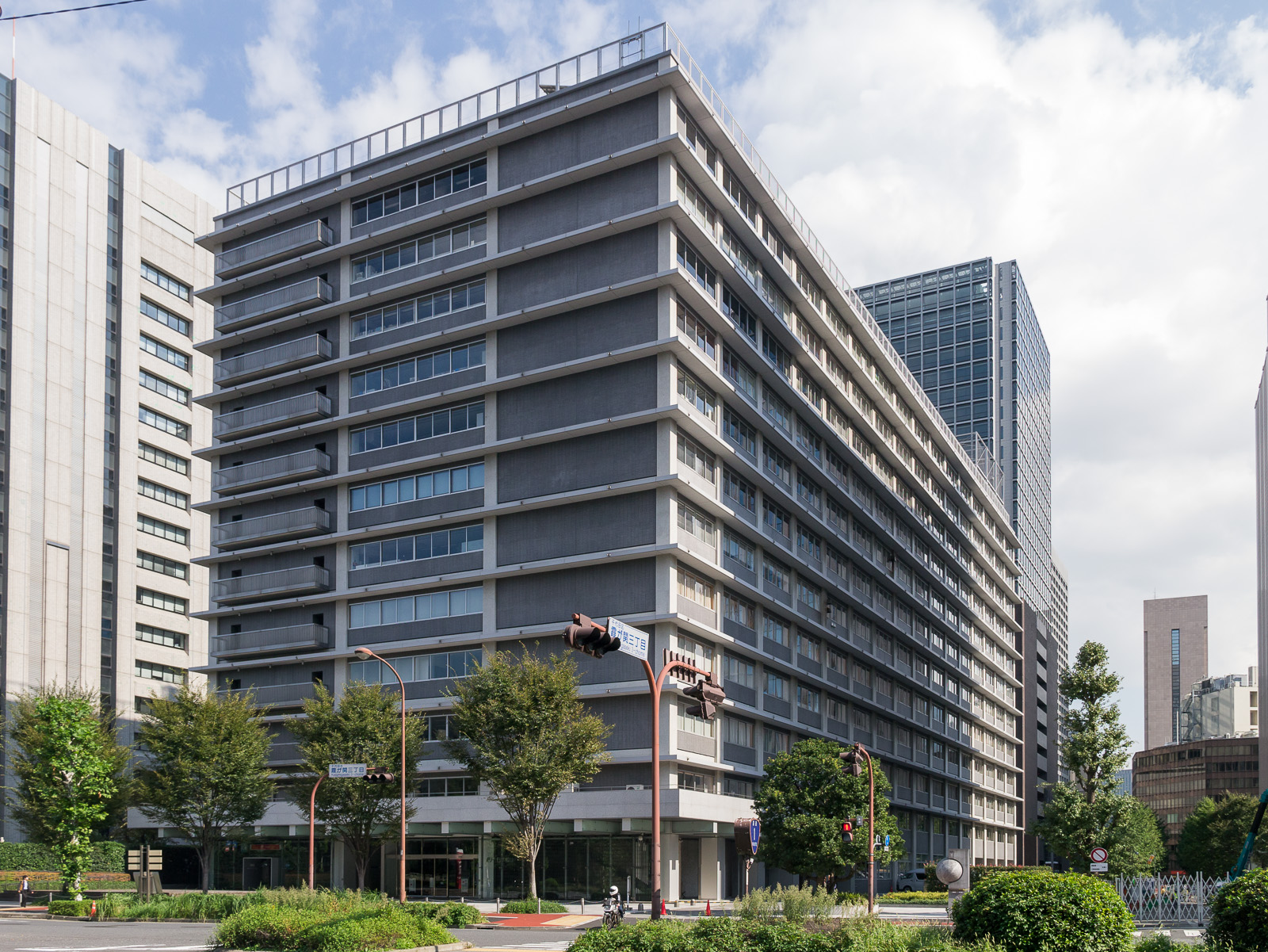
日本郵政大樓是日本郵政上一個總部所在地，也曾是郵政省、郵政事業廳、日本郵政公社總部所在地。

日本郵政集團以日本郵政為首，旗下有多家關係企業，其中包括三大子公司，各掌理郵遞、銀行、人身保險等3大郵政事業。日本郵政原有的郵政儲金、簡易人壽保險等兩大事業，在民營化後停止承接新的業務，無法移轉至民營化新公司的儲戶、保戶之相關事務，則由日本政府另以獨立行政法人的形式成立「郵便貯金、簡易生命保險管理機構」來專責管理。
| 識別色 | 公司名稱             | 日文原名 | 英文通稱     |
|        | 日本郵政株式會社     |          | JP HOLDINGS  |
| ------ | -------------------- | -------- | ------------ |
|        | 日本郵便株式會社     |          | JP POST      |
|        | 株式會社郵貯銀行     |          | JP BANK      |
|        | 株式會社簡保生命保險 |          | JP INSURANCE |

### 分支機構
| 舊公社支社社屋                                   | 日本郵政集團社屋       | 集團各公司及組織入居状況       | 集團各公司及組織入居状況                                            | 集團各公司及組織入居状況                                               | 集團各公司及組織入居状況 | 集團各公司及組織入居状況                      |
| 舊公社支社社屋                                   | 日本郵政集團社屋       | 郵政事業                       | 郵政局                                                              | 郵貯銀行                                                               | 簡保生命保險             | 日本郵政/其他組織 ※其他組織用（ ）來表示      |
| ------------------------------------------------ | ---------------------- | ------------------------------ | ------------------------------------------------------------------- | ---------------------------------------------------------------------- | ------------------------ | --------------------------------------------- |
| 北海道支社                                       | 日本郵政集團札幌大廈   | 北海道支社                     | 北海道支社 札幌監査室 札幌共通事務集約中心 北海道庁赤れんが前郵便局 | 札幌分店 道央地域中心                                                  |                          | 北海道設施中心                                |
| 東北支社                                         | 日本郵政集團仙台大廈   | 東北支社                       | 東北支社 宮城監査室 仙台共通事務集約中心 仙台東二番丁郵便局         | 仙台支店東北支社内出張所 (店舗外ATM・取扱店番号は仙台中央郵便局のもの) | 仙台分店                 | 東北設施中心                                  |
| 関東支社 東京貯金事務中心 （埼玉新都心郵政庁舎） | 日本郵政集團埼玉大廈   | 関東支社 ※埼玉新都心支店が隣接 | 関東支社 埼玉監査室 埼玉共通事務集約中心 ※埼玉新都心郵便局が隣接    | 埼玉支店 埼玉地域中心 東京貯金事務中心 東京地域中心                    | 埼玉分店                 | 埼玉郵政健康管理中心 （日本郵政共済組合）     |
| 東京支社 （舊飯倉分館）                          | 日本郵政集團飯倉大廈   | 東京支社 麻布支店              | 東京支社 麻布郵便局 東京共通事務集約中心                            | 總店                                                                   | 麻布分店                 | 災害補償事務中心                              |
| 信越支社                                         | 日本郵政集團長野大廈   | 信越支社                       | 信越支社 長野監査室 長野共通事務集約中心 長野栗田郵便局             | 長野支店 長野地域中心                                                  | 長野分店                 | 長野郵政健康管理中心                          |
| 北陸支社                                         | 日本郵政集團金澤大廈   | 北陸支社                       | 北陸支社 石川監査室 金沢共通事務集約中心 金澤近江町郵便局           | 金澤支店 石川地域中心                                                  | 金澤分店                 | 金澤郵政健康管理中心                          |
| 東海支社                                         | 日本郵政集團名古屋大廈 | 東海支社                       | 東海支社 愛知監査室 名古屋共通事務集約中心 名古屋丸の内三郵便局     |                                                                        | 名古屋分店               | 中部設施中心                                  |
| 近畿支社                                         | 日本郵政集團大阪大廈   | 近畿支社                       | 近畿支社 大阪監査室 大阪共通事務集約中心 北浜東郵便局               | 大阪支店                                                               | 大阪分店                 | 近畿設施中心                                  |
| 中国支社                                         | 日本郵政集團広島大廈   | 中國支社                       | 中國支社 廣島監査室 廣島共通事務集約中心 廣島白島郵便局             | 廣島地域中心                                                           | 廣島分店                 | 中・四国設施中心                              |
| 四國支社                                         | 日本郵政集團松山大廈   | 四國支社                       | 四國支社 愛媛監査室 松山共通事務集約中心 松山宮田郵便局             | 松山支店 愛媛地域中心                                                  | 松山支店                 | 松山郵政健康管理中心 （總務省四國總合通信局） |
| 九州支社                                         | 日本郵政集團熊本大廈   | 九州支社                       | 九州支社 熊本監査室 熊本共通事務集約中心 熊本城東郵便局             | 熊本支店 熊本地域中心                                                  | 熊本分店                 | 熊本郵政健康管理中心 九州設施中心             |
| 沖縄支社                                         | 日本郵政集團那覇大廈   | 沖縄支社                       | 沖縄支社 沖縄監査室 那覇共通事務集約中心 東町郵便局                 | 那覇分店                                                               |                          | （総務省沖縄総合通信事務所）                  |

### 共通事務中心
| 地方郵政局   | 共通事務中心設置郵便局               |
| ------------ | ------------------------------------ |
| 北海道郵政局 | 札幌中央郵便局                       |
| 東北郵政局   | 仙台中央郵便局                       |
| 関東郵政局   | 川越西郵便局（後來的橫濱中央郵便局） |
| 東京郵政局   | 東京中央郵便局                       |
| 信越郵政局   | 長野中央郵便局                       |
| 北陸郵政局   | 金澤中央郵便局                       |
| 東海郵政局   | 名古屋中郵便局                       |
| 近畿郵政局   | 大阪中央郵便局                       |
| 中國郵政局   | 廣島東郵便局                         |
| 四國郵政局   | 松山中央郵便局                       |
| 九州郵政局   | 熊本中央郵便局                       |

## 外部連結
- 日本郵政株式会社 （页面存档备份，存于）（日語）（英文）
- 日本郵政集團（日語）（英文）
- 郵政民營化 （页面存档备份，存于）（日語）
- 舊日本郵政公社之公開資料 （页面存档备份，存于）（日語）